# Calypogeia uncinulatula
Calypogeia uncinulatula là một loài rêu trong họ Calypogeiaceae. Loài này được Herzog mô tả khoa học đầu tiên năm 1927.